# Reginald Benade
Reginald Johannes Benade (* 1973 oder 1974, anderen Quellen nach 1. Januar 1970) ist ein ehemaliger namibischer Diskuswerfer und paralympischer Athlet. Bei den Sommer-Paralympics 2008 gewann Bernade als erster Namibier überhaupt und als einziger bisher (Stand Oktober 2018) in einer anderen Sportart als einem Laufwettbewerb eine paralympische Medaille für sein Land.
Benade wurde im Februar 2015 Opfer eines Angriffs in Taipeh in Taiwan, wobei er sich Kopfverletzungen zuzog. Der mutmaßliche Täter musste sich wegen versuchten Mordes verantworten.